# Шеффнер, Франклин
Франклин Джеймс Шеффнер (англ. Franklin James Schaffner; 30 мая 1920 — 2 июля 1989) — американский телережиссёр
 кино и телевидения, обладатель премии «Оскар» за фильм «Паттон» (1970 год), постановщик фильмов «Властелин войны», «Планета обезьян», «Мотылёк», «Николай и Александра» и др. Известен также внедрением в конце 1940-х — начале 1950-х годов новых методов съёмки телевизионных программ с использованием подвижных камер, что значительно изменило восприятие зрителем новостийных программ и репортажей по сравнению со статичным визуальным рядом. С 1987 по 1989 год — президент Гильдии режиссёров Америки.

## Биография
Родился в 1920 году в семье протестантских миссионеров в Токио. В подростковом возрасте переехал с семьёй в США. Обучаясь в колледже в округе Ланкастер, Пенсильвания, увлекался, среди прочего, творчеством в драматической студии. Поступил в Колумбийский университет, где изучал юриспруденцию. Во время Второй мировой войны, не завершив обучение, призван на службу в Военно-морские силы США. Принимал участие в боевых действиях в Северной Африке, Европе, позже переведён на Тихоокеанский флот ВМС США.
После окончания военной службы вернулся в США и начал работать на телевизионной студи CBS. Уже в 1954 году получил свою первую премию «Эмми» за телевизионную постановку пьесы Реджинальда Роуза «Двенадцать разгневанных мужчин» (в 1957 году эта пьеса с успехом была воплощена Сидни Люметом в одноимённом художественном фильме). В следующем году Шеффнер получает ещё две премии «Эмми» за работу над телевизионной адаптацией Бродвейской пьесы «Мятеж на эсминце „Кейн“. Трибунал» (англ. The Caine Mutiny Court-Martial). Высокую оценку и четвёртую премию Эмми получила режиссёрская работа Шеффера в первых сезонах сериала «Защитники».
В 1963 году снял свой первый полнометражный художественный фильм «Стриптизёрша» (англ. The Stripper), который получает неплохие отзывы критиков. В 1964 году следует постановка политической драмы по пьесе Гора Видала «Самый достойный» (англ. The Best Man), где в главной роли снялся Генри Фонда. Фильм номинировался на несколько кинематографических наград, получил специальный приз жюри Кинофестиваля в Карловых Варах.
Следующий фильм 1965 года «The War Lord» («Полководец», в российских изданиях наиболее часто встречается перевод «Властелин войны») в определённом смысле стал для Голливуда новаторским, так как, в отличие от традиционной романтизации рыцарства, отражал негативные стороны социального расслоения при феодализме, а также поднимал тему борьбы христианства с язычеством. Политический детектив «Двойник» (англ. The Double Man) с Юлом Бриннером в главной роли был снят в 1967 году в Великобритании и большого международного успеха не имел.
Американский институт киноискусства учредил ежегодную премию его имени.

## Избранная фильмография
Режиссёр
- Добро пожаловать домой / Welcome Home (1989)
- Львиное сердце / Lionheart (1987)
- Да, Джорджо / Yes, Giorgio (1982)
- Сфинкс / Sphinx (1981)
- Мальчики из Бразилии / The Boys from Brazil (1978)
- Острова в океане / Islands in the Stream (1977)
- Мотылёк / Papillon (1973)
- Николай и Александра / Nicholas and Alexandra (1971)
- Паттон / Patton (1970)
- Планета обезьян / Planet of the Apes (1968)
- Двойник / The Double Man (1967)
- ABC сцена 67 / ABC Stage 67 (1967)
- Властелин войны / The War Lord (1965)
- Шоу недели ДюПонта / The DuPont Show of the Week (1962—1964)
- Самый достойный / The Best Man (1964)
- Стриптизёрша / The Stripper (1963)
- Защитники / The Defenders (1961—1962)
- Экскурсия по Белому дому с миссис Кеннеди / A Tour of the White House with Mrs. John F. Kennedy (1962)
- Театр 90 минут / Playhouse 90 (1957—1960)
- Время звёзд / Startime (1959)
- Person to Person / Person to Person (1953—1959)
- Продюсерская витрина / Producers' Showcase (1957)
- The Kaiser Aluminum Hour / The Kaiser Aluminum Hour (1956—1957)
- Студия Один / Studio One (1949—1956)
- Юбилей звезды Форд / Ford Star Jubilee (1955—1956)
- Лучшее от Бродвея / The Best of Broadway (1955)
- Сказки завтрашнего дня / Tales of Tomorrow (1951)
- Театр Форда / Ford Theatre (1948—1951)
- Жена детектива / Detective’s Wife (1950)
- Уэсли / Wesley (1949)

Продюсер
- Сфинкс / Sphinx (1981)
- Мотылёк / Papillon (1973)
- Шоу недели ДюПонта / The DuPont Show of the Week (1962—1964)
- Время звёзд / Startime (1959)
- The Kaiser Aluminum Hour / The Kaiser Aluminum Hour (1956—1957)